# Tityus lokiae
Espèce
Tityus lokiae est une espèce de scorpions de la famille des Buthidae.

## Distribution
Cette espèce est endémique de l'État d'Amazonas au Brésil. Elle se rencontre vers Manaus.

## Description
La femelle holotype mesure 27,7 mm.

## Étymologie
Cette espèce est nommée en l'honneur de Hannelore Schmidt surnommée Loki Schmidt.

## Publication originale
- Lourenço, Adis & Araujo, 2005 : « A new synopsis of the scorpion fauna of the Manaus region in Brazilian Amazonia, with special reference to an inundation forest at the Taruma Mirim river. » Amazoniana, vol. 18, no 3/4, p. 241-249 (texte intégral).